# Heinrich Heimes

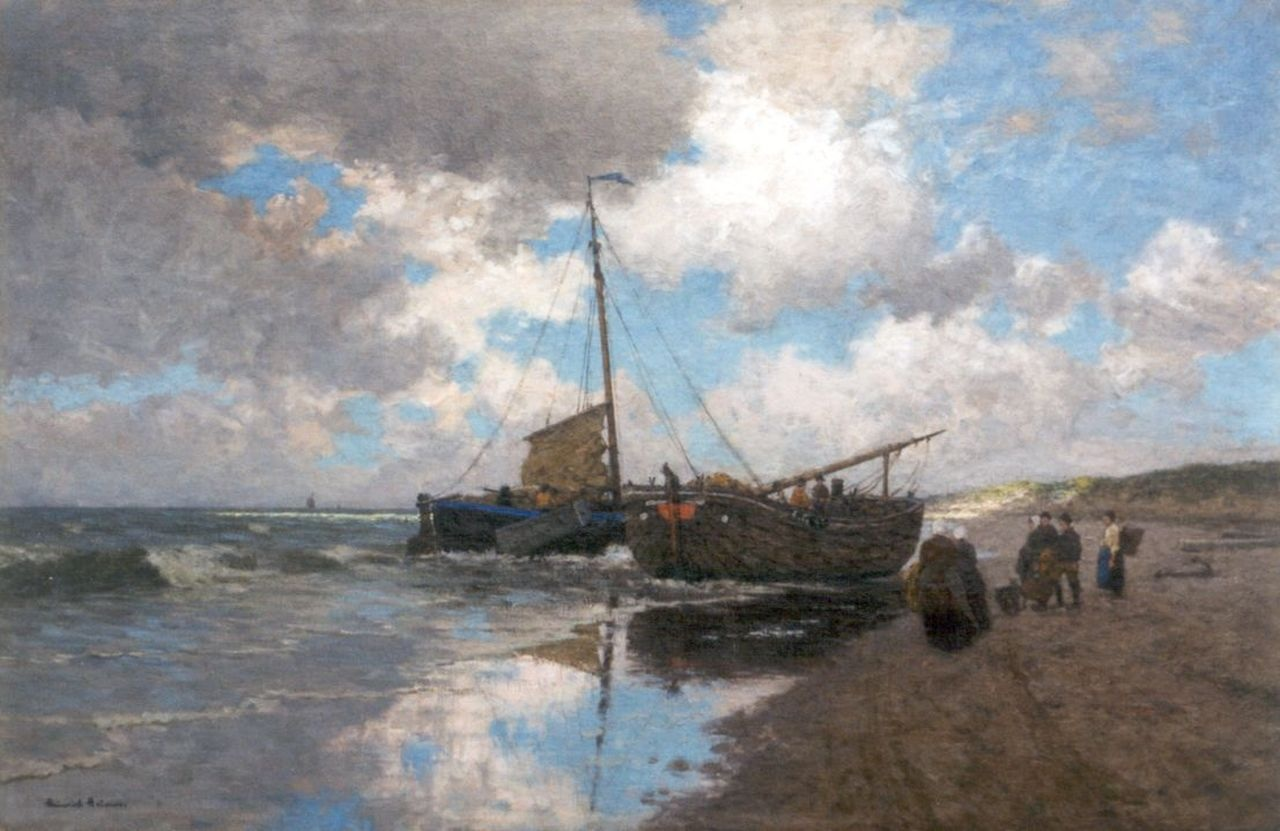
Na de vangst, Egmond aan Zee.

Heinrich Joseph Heimes (Mayen, 12 juli 1855 - Kronberg im Taunus, 18 februari 1933 was een Duits kunstschilder. Van 1889 tot 1910 werkte hij veelvuldig in Nederland.

## Leven en werk
Heimes studeerde vanaf 1880 aan de Kunstacademie Düsseldorf onder Eugen Dücker en vanaf 1885 ook nog een tijd aan de Kunstschule Karlsruhe. Met Düsseldorf als uitvalsbasis maakte hij talloze studiereizen tussen 1889 en 1910 vooral ook naar Nederland, in eerste instantie aangezet door Olof Jernberg. Tussen 1883 en 1885 schilderde hij in Egmond aan Zee bij Gari Melchers en George Hitchcock, oprichters van de Egmondse School. In 1889 verbleef hij in Volendam. Van 1901 tot 1910 werkte hij meerdere zomers in Katwijk aan Zee, samen met landgenoten als Helmuth Liesegang en German Grobe. Hij werkte in de stijl van de Düsseldorfse School en de Haagse School, waarbij vooral de invloed van Jernberg herkenbaar is. In Holland schilderde hij voornamelijk zeegezichten. In 1911 vestigde hij zich in Kronberg im Taunus, waar hij zich aansloot bij de Kronbergse Schilderskolonie. Hij overleed in 1933 op 77-jarige leeftijd.